# Jan Szymborski
Jan Zygmunt Szymborski (ur. 13 sierpnia 1922 w Ustanowie, zm. 28 grudnia 2016) – polski duchowny katolicki, prałat, egzorcysta archidiecezji warszawskiej

## Życiorys
Absolwent Wydziału Teologii Katolickiej Uniwersytetu Warszawskiego. Święcenia kapłańskie przyjął 17 grudnia 1950 roku w Warszawie z rąk kardynała Stefana Wyszyńskiego.
Był wikariuszem w parafiach w: Kocierzewie, Grójcu, Grodzisku Mazowieckim i w parafii św. Barbary w Warszawie. W latach 1961–1969 był referentem i notariuszem Wydziału Duszpasterstwa Kurii Metropolitalnej Warszawskiej. W latach 1964–1970 pracował jako kapelan Zgromadzenia Sióstr Niepokalanek w Warszawie.
W 1970 roku został wyróżniony przywilejem noszenia rokiety, mantoletu i pierścienia. W latach 1971–1985 pełnił funkcję proboszcza parafii Dzieciątka Jezus w Warszawie oraz wicedziekana dekanatów Warszawa-Stare Miasto i Warszawa-Bielany.
Członek Archidiecezjalnej Komisji Liturgicznej (1965–1974), członek Kolegium Duszpasterstwa Archidiecezji Warszawskiej (1967–1995), wizytator nauki religii na terenie Warszawy (1974–1977), członek Referatu ds. Życia i Posługi Kapłanów (1980–1985), sekretarz Komisji Episkopatu Polski ds. Duchowieństwa (1980–1994).
W latach 1996–2003 na mocy indultu kardynała Józefa Glempa był pierwszym warszawskim duszpasterzem wiernych preferujących mszę w nadzwyczajnej formie rytu rzymskiego. Od 1999 roku był oficjalnym egzorcystą archidiecezji warszawskiej.

## Publikacje
- Egzorcyzmy a moce ciemności. Warszawa: Oficyna Wydawniczo-Poligraficzna „Adam”, 2007. ISBN 978-83-7232-763-5. (pol.). Brak numerów stron w książce
- Droga wśród bezdroży. Elementy doktryny katolickiej. Warszawa: 2008. ISBN 978-83-7232-765-9. (pol.). Brak numerów stron w książce
- Z Chrystusem dziś i zawsze. Warszawa: Oficyna Wydawniczo-Poligraficzna „Adam”, 2009. ISBN 978-83-7232-840-3. (pol.). Brak numerów stron w książce
- Święci i błogosławieni. Czy znasz swojego patrona?. Warszawa: Oficyna Wydawniczo-Poligraficzna „Adam”, 2010. ISBN 978-83-7232-899-1. (pol.). Brak numerów stron w książce
- Sens ludzkiej egzystencji. Warszawa: Oficyna Wydawniczo-Poligraficzna „Adam”, 2010. ISBN 978-83-7232-927-1. (pol.). Brak numerów stron w książce